# Zosimus (historicus)
Zosimus (Grieks: Ζώσιμος) was een Byzantijns geschiedschrijver uit de 5e eeuw tijdens het bewind van de Romeinse keizer Anastasius I (491 – 518). Volgens Photios I was hij een comes, en vervulde hij het ambt van "advocaat" van de keizerlijke schatkist. Zosimus staat ook bekend om zijn kritiek op keizer Constantijns bevoorrechting van het Christendom ten opzichte van de traditionele polytheïstische religie.

## Werk
Zosimus was de schrijver van een Griekstalige Geschiedenis, die bestond uit zes boeken. De eerste boeken waren vooral een compilatie van eerdere schrijvers (Dexippus, Eunapius, Olympiodorus). Het eerste boek schetst kort de geschiedenis van de vroege Romeinse keizers van Augustus tot Diocletianus. Het tweede, derde en vierde boek handelen in meer detail over de periode van de troonsbestijging van Constantius I Chlorus en Galerius tot de dood van Theodosius I. De boeken 5 en 6, de meest waardevolle voor historici, omvatten de periode tussen 395 en 410. Voor het einde van deze periode is hij de belangrijkste overgebleven, niet-kerkelijke bron. Men neemt aan dat het werk, dat kennelijk onvolledig is, is geschreven tussen 498 en 518.
Zosimus was geen christen en leverde felle kritiek op de fouten en misdaden van de christelijke keizers. Als gevolg hiervan is zijn geloofwaardigheid heftig aangevallen door meerdere christelijke schrijvers, en is soms verdedigd enkel en alleen omdat zijn geschiedschrijving ertoe neigde om vele leidende figuren in de Christelijke partij in diskrediet te brengen. Evagrius Scholasticus en Nicephorus schrijven over hem in de meest ongunstige termen.
Zijn stijl wordt door Photius I gekenschetst als beknopt, duidelijk en puur; andere geschiedschrijvers hebben zijn verslagen beoordeeld als verward of vertroebeld, alleen waardevol omdat hij informatie uit nu verloren gegane geschiedwerken bewaart. De bedoeling van Zosimus was verslag te doen van de ondergang van het Romeinse Rijk vanuit het standpunt van de heiden, en in deze poging behandelt hij de Christenen op verschillende punten met enige onrechtvaardigheid. Zosimus is echter de enige niet-christelijke bron voor veel waarover hij verslag doet.